# 近藤ミネ
近藤 ミネ（こんどう ミネ、1910年〈明治43年〉9月1日 - 2025年〈令和7年〉5月20日）は、日本の農家、スーパーセンテナリアン。愛知県額田郡幸田町在住の長寿の女性。2025年4月26日から死去まで国内最高齢であった。

## 人物
愛知県東加茂郡旭村大字伊熊（現：豊田市伊熊町）に生まれた。結婚後は農家として働き、明るい性格で周囲から好かれていた。
2023年3月に愛知県最高齢者となり、2024年12月に日本で2番目の長寿者となった。9人の子をもうけ、孫が16人、ひ孫が33人、玄孫が11人いる。「うまい、うまい」が口癖であるという。長生きの秘訣は好き嫌いなくなんでも食べること。また「よく外に出かけていたこと」も秘訣とされ、毎年豊田市の香嵐渓を訪れ、うどんや五平餅を食べていた。
2025年4月26日に林おかぎの死去に伴い、114歳237日で国内最高齢となったが、24日後の5月20日に死去。114歳没。近藤の死去により静岡県の臼井ますが最高齢となったが翌日の5月21日に死去し、大分県の廣安美代子が国内最高齢者となった。